# Carex nova
Carex nova är en halvgräsart som beskrevs av Liberty Hyde Bailey. Carex nova ingår i släktet starrar, och familjen halvgräs. Inga underarter finns listade i Catalogue of Life.